# Planinca (Brezovica)
Planinca (Duits: Alben) is een plaats in Slovenië en maakt deel uit van de gemeente Brezovica in de NUTS-3-regio Osrednjeslovenska.

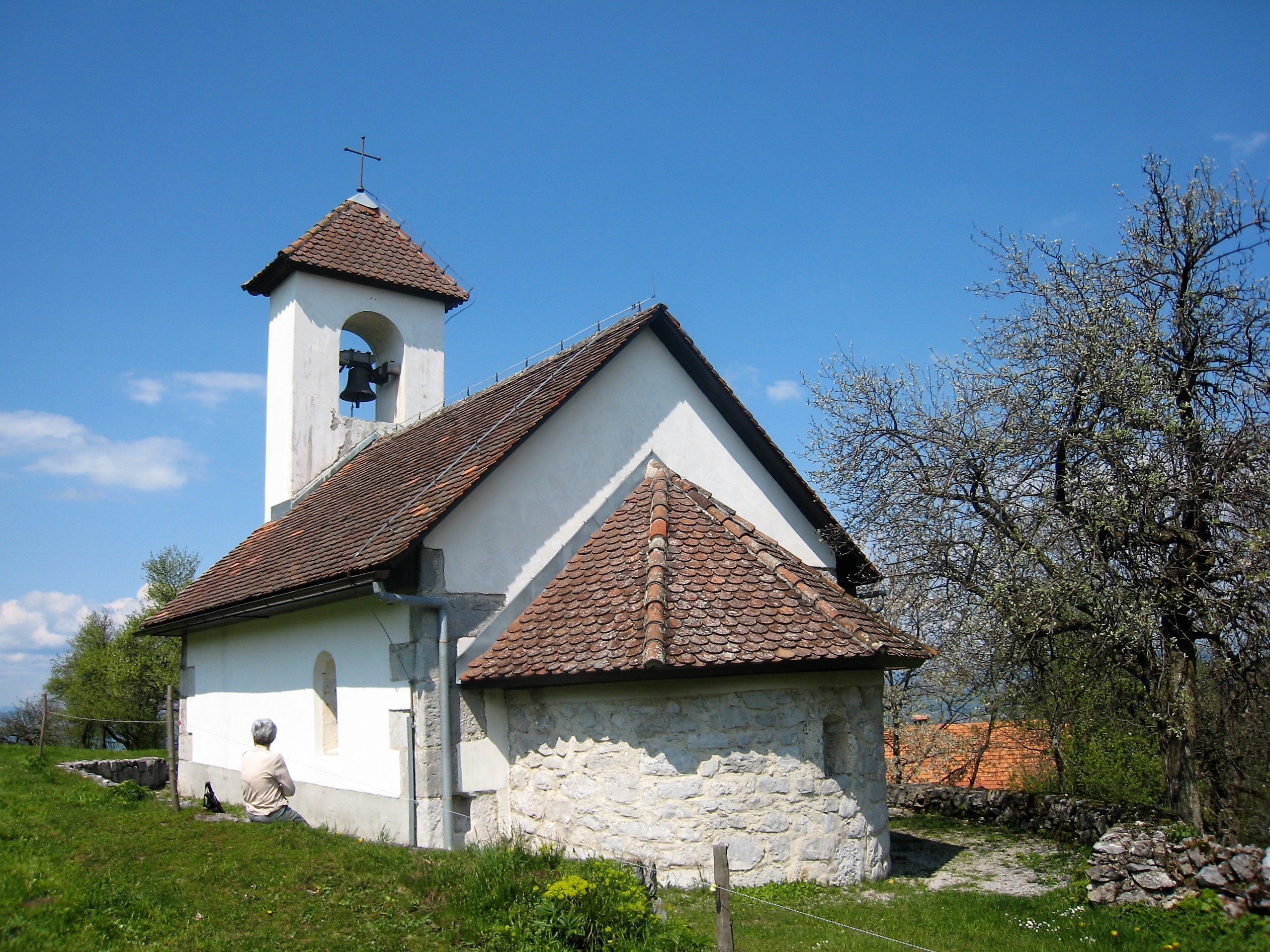
Sint Thomaskerk